# A Tale of Two Cities (boek)

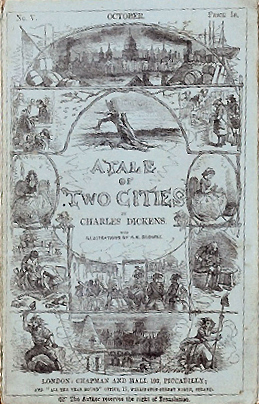
Cover 5e druk, 1859

A Tale of Two Cities (Nederlands: In Londen en Parijs of De Geschiedenis van Twee Steden) is een roman van Charles Dickens die zich afspeelt in Londen en Parijs ten tijde van de Franse Revolutie. De roman verscheen in wekelijkse afleveringen in het tijdschrift All the Year Round, tussen april en november 1859.

## Inhoud
A Tale of Two Cities beschrijft de situatie in de periode direct voorafgaand aan de Franse Revolutie, de demoralisering en onderdrukking van de Franse boeren door de oude aristocratie, maar vervolgens ook de wreedheid van de revolutionairen jegens die aristocratie direct na de revolutie. Tegelijkertijd schetst Dickens parallelle sociale patronen in het toenmalige Londen.
De roman begint met een van de beroemdste zinnen uit de wereldliteratuur:
Het was de beste der tijden, het was de slechtste der tijden,
het was de eeuw van wijsheid, het was de eeuw van dwaasheid,
het was het tijdvak van het geloof, het was het tijdvak van ongeloof,
het was het jaargetijde van het licht, het was het jaargetijde van duisternis,
het was de lente van de hoop, het was de winter van de wanhoop.

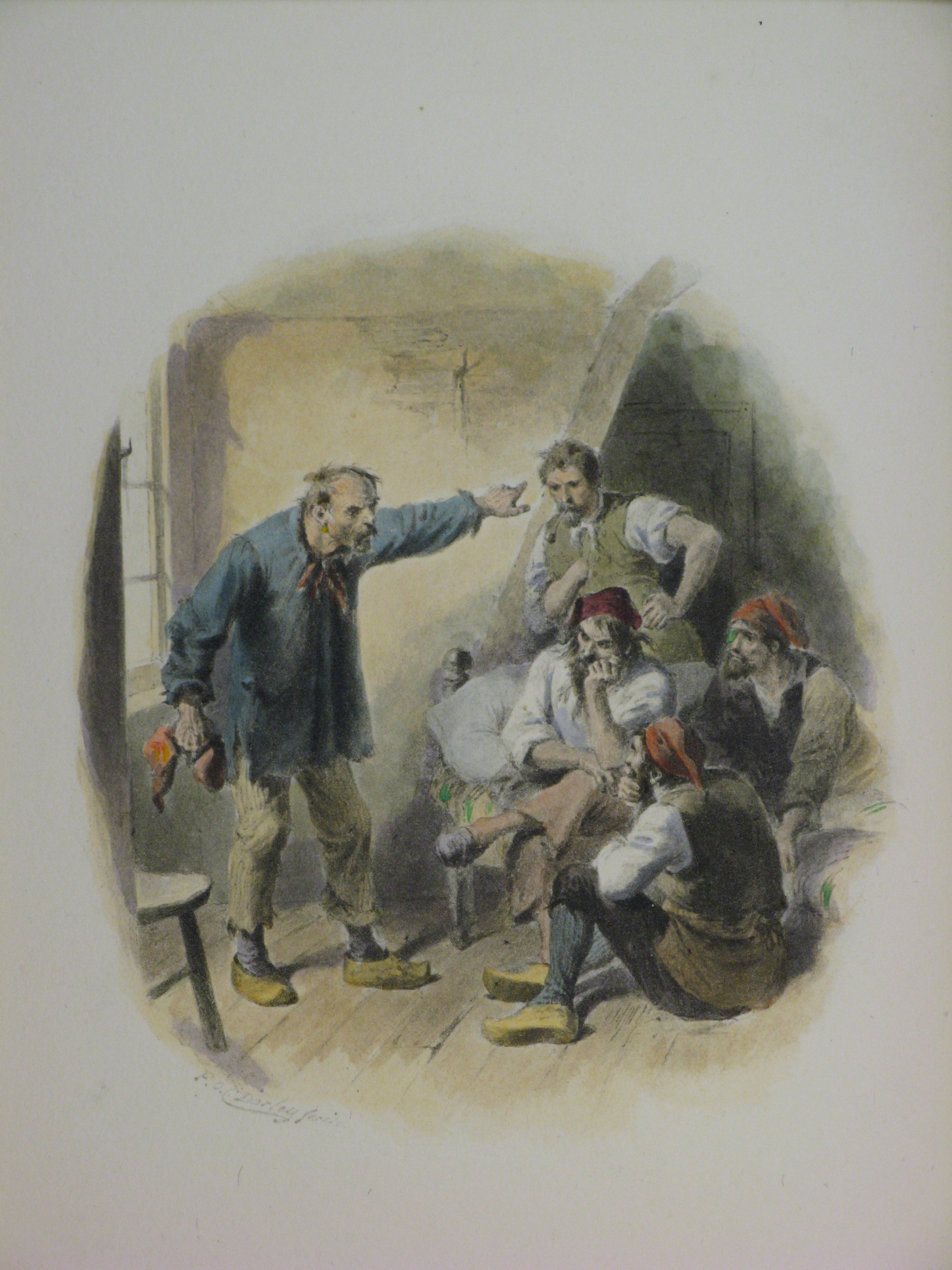
Ingekleurde illustratie door Dickens vaste illustrator Phiz: De 4 Jacques

Het boek beschrijft op parallelle wijze diverse levens, met name die van de eerbare Franse aristocraat Charles Darnay, die slachtoffer wordt van de razernij van de revolutie, en van Sydney Carton, een drankzuchtige Britse advocaat die verliefd is op Darnays vrouw Lucie Manette, de derde hoofdpersoon. Uiteindelijk groeit Carton uit tot de tragische held van het verhaal: als Darnay door de Franse revolutionairen ter dood wordt veroordeeld, redt Carton zijn leven en bestijgt uiteindelijk het schavot in zijn plaats.

## Typering
A Tale of Two Cities is een van de meest 'serieuze' romans van Dickens, met name ook in de zin dat Dickens de voor hem zo kenmerkende humor maar mondjesmaat in de roman toepast. Belangrijkste thema, zoals in het meeste van zijn werk, is sociale onrechtvaardigheid. Zijn sympathie ligt bij de revolutionairen, maar hij veroordeelt tegelijkertijd de uitwassen.
In de 20e eeuw werd in psychologische analyses verder gewezen op belangrijke symboliek in de roman, zoals het thema van de ‘opstanding’ (in de persoon van Carton, maar ook in de historische cycli van verval en herrijzenis), het veelvuldig gebruik van donker en licht als symbool voor goed en kwaad, en de vele verwijzingen naar ‘water’ als archetype voor onbewuste en ongrijpbare gedachten en krachten.

## Waardering
A Tale of Two Cities is als ‘serieuze’ historische roman van Dickens een beetje een buitenbeentje in zijn oeuvre, maar was daarom niet minder succesvol. Uiteindelijk is het zijn best verkochte boek gebleken: wereldwijd werden er in anderhalve eeuw maar liefst 200 miljoen exemplaren van verkocht, waarmee A Tale of Two Cities het best verkochte oorspronkelijk in het Engels geschreven boek is. Het boek werd in 2003 gekozen op de 63e plaats in de Britse Big Read-verkiezing van beste roman ooit.
In de 20e eeuw werd A Tale of Two Cities meerdere keren bewerkt en verfilmd, het best bekend in de versie van 1935 met Ronald Colman en Elizabeth Allan, en in de versie van 1958, met Dirk Bogarde en Christopher Lee in de hoofdrollen. In 2008 werd van het boek een succesvolle musical gemaakt, die speelde op onder andere Broadway.

## Literatuur

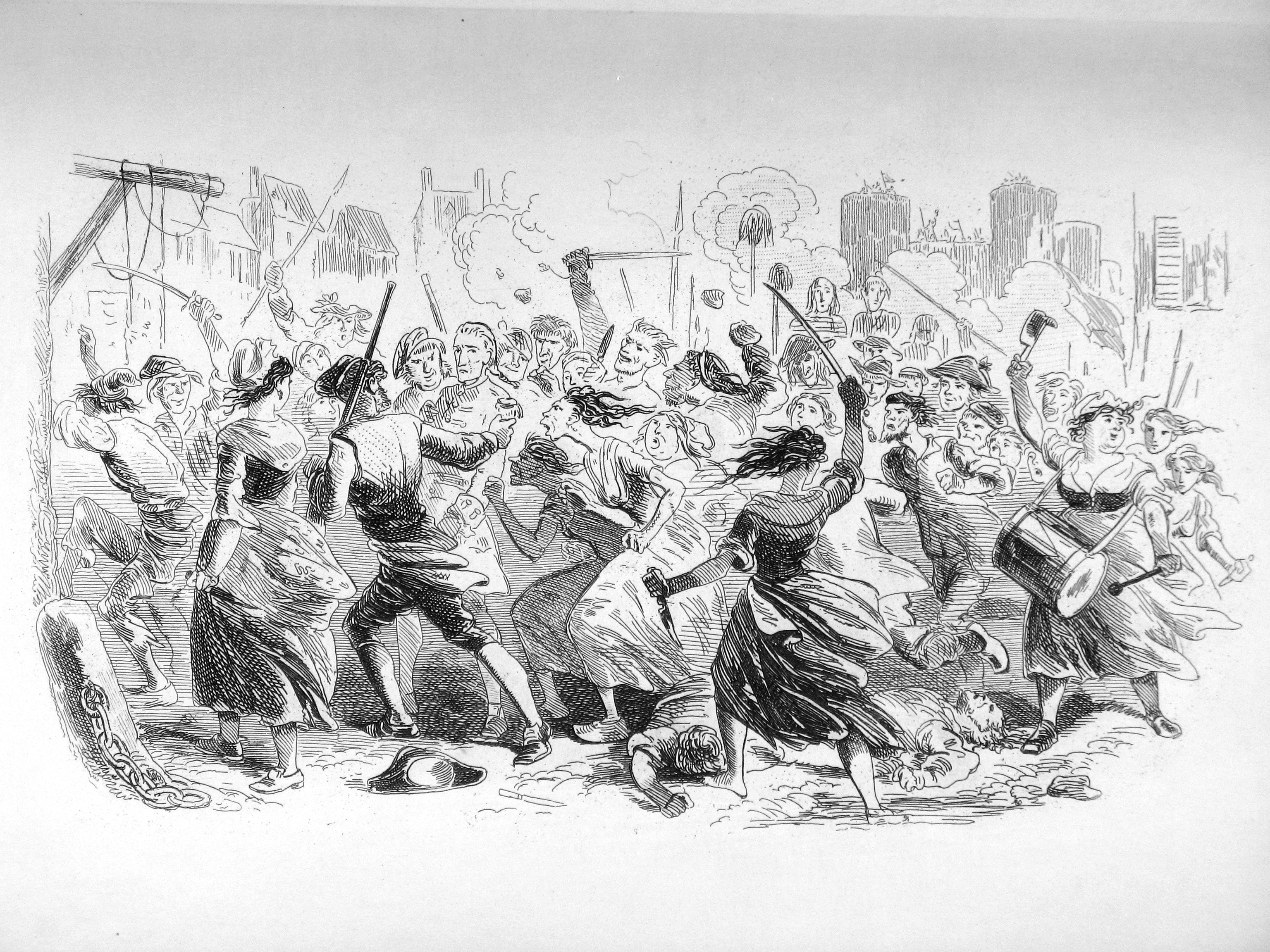
"De zee rijst", illustratie paragraaf 21 door "Phiz"

## Noot
1. ↑  Vertaling: H. van Haaren, Het Spectrum, Utrecht, z.j.